# イジー・スカラーク
イジー・スカラーク（Jiří Skalák、1992年3月12日  - ）は、チェコ・パルドゥビツェ出身のプロサッカー選手。チェコ代表。ミルウォールFC所属。ポジションは、ミッドフィールダー。

## クラブ経歴
ACスパルタ・プラハでキャリアをスタート。しかし定位置を確保できず、下位クラブへのレンタル移籍を繰り返した。2015年、FKムラダー・ボレスラフに完全移籍。

### ブライトン・アンド・ホーヴ
2016年2月1日、フットボールリーグ・チャンピオンシップ所属のブライトン・アンド・ホーヴ・アルビオンFCに移籍。移籍金は推定120万ポンド。4月19日のクイーンズ・パーク・レンジャーズFC戦で移籍後初ゴール。

### ミルウォール
2018年8月2日、ミルウォールFCに移籍。

## 代表歴
U-16から全ての世代でチェコ代表に選ばれている。2015年9月3日のUEFA EURO 2016予選・カザフスタン代表戦で初キャップ。